# (5736) Sanford
(5736) Sanford (1989 LW) – planetoida z pasa głównego asteroid okrążająca Słońce w ciągu 3,66 lat w średniej odległości 2,38 j.a. Odkryta 6 czerwca 1989 roku.